# Royal Bank of Scotland
El Royal Bank of Scotland, P. L. C. (RBS; en gaélico escocés, Banca Rìoghail na h-Alba; en español, Banco Real de Escocia) es una de las filiales de banca minorista del Royal Bank of Scotland Group, el cual junto con el National Westminster Bank y Ulster Bank, ofrece en sus sucursales servicios bancarios en todo el Reino Unido. El Banco Real de Escocia tiene alrededor de 700 sucursales, principalmente en Escocia; sin embargo, existen sucursales en muchos pueblos y ciudades grandes de Inglaterra y Gales. 
El Banco Real de Escocia y su cabecera, el Royal Bank of Scotland Group son entidades completamente separadas de su banco paisano radicado en Edimburgo, el Bank of Scotland, que fue fundado 32 años antes.
El Banco de Escocia fue tan eficaz recaudando fondos para el Levantamiento jacobita, que como resultado, se creó el Royal Bank of Scotland (Banco Real de Escocia) con fuertes lazos con los partidarios de la casa de Hannover y de los whigs.

## Historia
El Banco tiene su origen en la Sociedad Equivalente (Equivalent Society) creada por el fracaso de los inversores en la Compañía de Escocia (Company of Scotland), protegiendo las compensaciones que habían recibido como parte de los acuerdos de las Acta de Unión (1707). La Sociedad Equivalente se convirtió en la Compañía en Equivalente en 1724, los deseos de la nueva compañía eran introducirse en la banca. El gobierno británico recibió la petición favorable como del “Antiguo Banco”, el Banco de Escocia era sospechoso de simpatías jacobitas. En consecuencia, el “Nuevo Banco” fue inaugurado en 1727 como el Banco Real de Escocia, y se designó a Lord Ilay como su primer gobernador.
En 1728, el Banco Real de Escocia se convirtió en el primer banco en el mundo en ofrecer un servicio de giros al descubierto (autorizar saldos negativos).

## Competición con el Banco de Escocia
La competición entre los bancos, Viejo y Nuevo, fue feroz, y centrada en la emisión de billetes de banco. La política del Banco Real era dejar fuera del negocio al Banco de Escocia o tomar más parte del negocio en mejores términos.
El Banco Real se hizo con una gran cantidad de billetes del Banco de Escocia, los cuales adquirió a cambio de sus propios billetes, entonces repentinamente los presentó al cobro. Para pagar estos billetes, el Banco de Escocia se encontró forzado a llamar a prestamistas, y en marzo de 1720 a suspender pagos. La suspensión alivió de inmediato la presión sobre el Banco de Escocia y el sustancial costo del daño a su reputación, por otra parte dio al Banco Real un amplio espacio para ampliar su propio negocio, y aunque el Banco Real incrementó la emisión de sus billetes también se hizo vulnerable a las mismas tácticas.
A pesar de hablar de una fusión con el Banco de Escocia, el Banco Real no poseía los medios necesarios para completar la operación. Hacia septiembre de 1728 el Banco de Escocia comenzó de nuevo a rembolsar sus propios billetes, con intereses, y en marzo de 1729 vuelve a los préstamos. Para prevenir similares ataques en el futuro, el Banco de Escocia pone una “cláusula opcional” en sus billetes, otorgando el derecho a hacer billetes que devengan intereses, al tiempo que se pueda retrasar el pago en seis meses, el Banco Real siguió el ejemplo.
Al final ambos bancos decidieron que la política que habían seguido era mutuamente autodestructiva y se llegó a una tregua, que duró hasta que en 1751 ambos bancos decidieron aceptar los billetes del otro.

## Estructura corporativa
El grupo se estructura en 8 áreas operativas. Cada área tiene a su vez diversas subsidiarias.

### Marcas bancarias
- Child & Co
- Drummond Bank
- NatWest
- NatWest Life
- Royal Bank of Scotland
- Royal Scottish Assurance
- Ulster Bank

### Gestión de patrimonios
- Adam and Company
- Coutts Group
- Coutts Bank von Ernst
- NatWest Offshore
- NatWest Stockbrokers
- Royal Bank of Scotland International

### Servicios - Canales Directos
- Comfort Card
- Style Cards
- Direct Line
- Lombard Direct
- MINT
- Tesco Personal Finance (50% joint venture con Tesco)
- The One account
- Streamline Merchant Services

### Mercados corporativos
- Angel Trains
- Bibit
- Jamjarcars
- Lombard
- RBS Greenwich Capital
- RBS Nordisk Renting
- WorldPay

### RBS seguros
- Churchill
- Direct Line
- Privilege
- Devitt Insurance
- UKI Partnerships

### Citizens
División en Estados Unidos, Citizens Financial Group y Charter One Bank.